# Kabinet-Vranitzky III
De Oostenrijkse Bondsregering-Vranitzky III regeerde van 18 december 1990 tot 30 november 1994. Het kabinet was een coalitie van de Sozialistische Partei Österreichs (SPÖ) en de Österreichische Volkspartei (ÖVP) en stond onder leiding van bondskanselier Franz Vranitzky (SPÖ). Zijn vicekanselier was Josef Riegler (ÖVP). Riegler maakte echter op 1 juli 1991 plaats voor Erhard Busek (ÖVP).
Op 12 juni 1994 boekte de bondsregering een historische overwinning toen bij een referendum over de toetreding van het land tot de EU 66,6% van de bevolking zich uitsprak vóór toetreding. Op 1 januari 1995 werd Oostenrijk formeel een lidstaat van de Europese Unie.

## Kabinet–Vranitzky III (1990–1994)
| Ambtsbekleder                                                   | Ambtsbekleder         | Ambtsbekleder                 | Functie(s)                           | Ambtstermijn     | Ambtstermijn     | Partij(en) |
| --------------------------------------------------------------- | --------------------- | ----------------------------- | ------------------------------------ | ---------------- | ---------------- | ---------- |
|                                                                 | Franz Vranitzky       | Franz Vranitzky (1937)        | Bondskanselier                       | 16 juni 1986     | 28 januari 1997  | SPÖ        |
|                                                                 | Josef Riegler         | Josef Riegler (1938)          | Vicekanselier                        | 24 april 1989    | 1 juli 1991      | ÖVP        |
| Minister voor Administratieve Zaken en Bestuurlijke Vernieuwing | Josef Riegler         | Josef Riegler (1938)          | 22 oktober 1991                      | 24 april 1989    |                  | ÖVP        |
|                                                                 | Erhard Busek          | Erhard Busek (1941–2022)      | Vicekanselier                        | 1 juli 1991      | 5 mei 1995       | ÖVP        |
| Minister voor Wetenschap en Onderzoek                           | Erhard Busek          | Erhard Busek (1941–2022)      | 24 april 1989                        | 30 november 1994 |                  | ÖVP        |
|                                                                 |                       | Franz Löschnak (1940)         | Minister van Binnenlandse Zaken      | 1 februari 1989  | 5 april 1995     | SPÖ        |
|                                                                 |                       | Alois Mock (1934–2017)        | Minister van Buitenlandse Zaken      | 20 januari 1987  | 5 mei 1995       | ÖVP        |
|                                                                 | Ferdinand Lacina      | Ferdinand Lacina (1942)       | Minister van Financiën               | 16 juni 1986     | 5 april 1995     | SPÖ        |
|                                                                 |                       | Nikolaus Michalek (1940)      | Minister van Justitie                | 18 december 1990 | 4 februari 2000  | O          |
|                                                                 | Wolfgang Schüssel     | Wolfgang Schüssel (1945)      | Minister van Economische Zaken       | 24 april 1989    | 5 mei 1995       | ÖVP        |
|                                                                 | Werner Fasslabend     | Werner Fasslabend (1944)      | Minister van Defensie                | 18 december 1990 | 4 februari 2000  | ÖVP        |
|                                                                 | Harald Ettl           | Harald Ettl (1947)            | Minister van Volksgezondheid         | 1 februari 1989  | 2 april 1992     | SPÖ        |
|                                                                 | Michael Ausserwinkler | Michael Ausserwinkler (1957)  | Minister van Volksgezondheid         | 2 april 1992     | 18 maart 1994    | SPÖ        |
|                                                                 | Christa Krammer       | Christa Krammer (1944)        | Minister van Volksgezondheid         | 18 maart 1994    | 27 januari 1997  | SPÖ        |
|                                                                 |                       | Josef Hesoun (1930–2003)      | Minister van Sociale Zaken           | 18 december 1990 | 5 april 1995     | SPÖ        |
| Minister van Arbeid                                             |                       | Josef Hesoun (1930–2003)      |                                      | 18 december 1990 | 5 april 1995     | SPÖ        |
|                                                                 | Rudolf Scholten       | Rudolf Scholten (1955)        | Minister van Onderwijs               | 18 december 1990 | 30 november 1994 | SPÖ        |
|                                                                 | Rudolf Streicher      | Rudolf Streicher (1939)       | Minister van Transport               | 16 juni 1986     | 2 april 1992     | SPÖ        |
|                                                                 | Viktor Klima          | Viktor Klima (1947)           | Minister van Transport               | 2 april 1992     | 12 maart 1996    | SPÖ        |
|                                                                 | Franz Fischler        | Franz Fischler (1946)         | Minister van Landbouw                | 24 april 1989    | 18 november 1994 | ÖVP        |
|                                                                 | Jürgen Weiss          | Jürgen Weiss (1947)           | Minister van Landbouw                | 18 november 1994 | 30 november 1994 | ÖVP        |
| Minister voor Administratieve Zaken en Bestuurlijke Vernieuwing | Jürgen Weiss          | Jürgen Weiss (1947)           | 22 oktober 1991                      |                  | 30 november 1994 | ÖVP        |
|                                                                 |                       | Marilies Flemming (1933)      | Minister voor Jeugd, Gezin en Milieu | 20 januari 1987  | 5 maart 1991     | ÖVP        |
|                                                                 |                       | Ruth Feldgrill- Zankel (1942) | Minister voor Jeugd, Gezin en Milieu | 5 maart 1991     | 5 november 1992  | ÖVP        |
|                                                                 | Maria Rauch-Kallat    | Maria Rauch-Kallat (1949)     | Minister voor Jeugd, Gezin en Milieu | 5 november 1992  | 5 mei 1995       | ÖVP        |
|                                                                 | Johanna Dohnal        | Johanna Dohnal (1939–2010)    | Minister voor Vrouwen Zaken          | 18 december 1990 | 5 april 1995     | SPÖ        |

Renner · Figl I · Figl II · Figl III · Raab I · Raab II · Raab III · Raab IV · Gorbach I · Gorbach II · Klaus I · Klaus II · Kreisky I · Kreisky II · Kreisky III · Kreisky IV · Sinowatz · Vranitzky I · Vranitzky I · Vranitzky III · Vranitzky IV · Vranitzky V · Klima · Schüssel I · Schüssel II · Gusenbauer · Faymann I · Faymann II · Kern · Kurz I · Bierlein · Kurz II · Schallenberg · Nehammer · Stocker